# Israel Cannan
Israel Cannan (* únor 1985) je australský rockový písničkář a herec.

## Biografie
Israel Cannan strávil dětství v ospalém přímořském městě Killcare, asi sto kilometrů severně od Sydney v Austrálii, s výhledem na Tichý oceán.
Multiinstrumentalista Israel Pochází z hudební rodiny, naučil se na bicí v raném věku dříve, než doprovodil svou matku, vysoce ceněnou učitelku hry na kytaru na Central Coast Conservatorium of Music.
Možnost stáže na vysoké škole dramatu po absolvování střední školy brzy vedla Israela k pohostinské roli v jedné z největších televizních show v Austrálii a brzy po té k celovečernímu filmu. Celou tu dobu Israel psal a vydával nezávislou hudbu a dokonce napsal a natočil tři skladby pro film.
V únoru 2007 absolvoval Screenwiseskou hereckou školu. Nyní působí v Sydney a Londýně.
Začínal jako lokální muzikant, v roce 2004 vyšlo jeho EP Heroes in heaven u ECP Records. Singl Deep byl vysílán na lokální rozhlasové stanici, bylo natočeno video pro MTV a Channel V.
V roce 2010 procestoval 22 000 km po rodné Austrálii. Vyhrával na kytaru na ulicích. Tehdy vydal své nezávislé LP Walk, které sám napsal a nahrál všechny nástroje. Album se propracovalo na 19. místo celosvětového žebříčku. Další EP bylo vydáno počátkem roku 2012.
Zahrál si s řadou australských umělců včetně The Whitlams, Sarah Blasko a Ashem Grunwaldem.

## Filmová dráha
V lednu až dubnu 2007 se objevil jako Wazza Stevens v australském televizním seriálu Home & Away. Původně na počátku roku 2007 Israel Cannan zpíval ústřední melodii, ale kvůli stížnosti od fanoušků, byl vyměněn, což byl nejkratší běžící theme song v historii programu. V témže roce si v televizním serílu All Saints zahrál v jedné epizodě roli Olivera Saunderse.
Hrál ve filmu Method of Entry (2005) a zahrál si roli Scottyho v surfařském filmovém dramatu Newcastle (2008). V tomto filmu zazní též několik jeho písní. Tato zkušenost brzy dovedla Israela za moře do USA, kde film měl premiéru na Tribeca Film Festivalu (NY) a Israel strávil tři měsíce v Hollywoodu, kde měl nabídky hereckého zastoupení u jedné z nejvíce žádaných agentur na světě u Williama Morrise. Když už mluvíme o zkušenosti, Israel řekl: „Kdybych zůstal v té době v L. A., můj život by vzal úplně jiný kurz a pravděpodobně ne k lepšímu“.
V roce 2017 režíroval dokumentárně dobrodružné drama "Fish Out of Water" v němž se dva vyhořelí podnikatelé bez zkušeností na moři pokoušejí oživit svůj vnitřní oheň změnou životního cíle - překročení severního Atlantského oceánu, sami v malé dřevěné řadové lodi.        

## Hudební kariéra
Jeho hudba spadá do žánru alternative rock, folk, indie. Jako své vzory, které jej hudebně ovlivnily, uvádí Nico, Jeffa Buckleye a Boba Dylana a spoustu dalších (Johnny Cash, The Beatles, Nick Drake, Elvis Presley, Eddie Vedder, David Grey, Damien Rice, Fleetwood Mac, The Police, Elliot Smith, The Verve, Radiohead, Smashing Pumpkins, The Cure, Arcade Fire, Noa & The Whale, Mumford & Sons, U2, Bon Ivar, Crowded House, Nick Cave, The Killers, Kim Cannan, The Young Lions, seznam pokračuje…).
Israel rozhodl se přejít do Londýna, kde bude moci psát demo hudbu. Přebýval na podlaze starého nahrávacího studia v North West. Tam učinil rozhodnutí vrátit se domů do Austrálie a vydat své album „Walk“ v němž hrál také téměř všechny nástroje. Nahrávání předcházela epická 20 000 km dlouhá cesta kolem Austrálie, kdy hrál své písně lidem na ulici a točil dokument o průběhu cesty.
Album 'Walk' bylo přijato i kritiky, kteří zvolili album jako 19. v Top 40 nahrávek v roce 2010 (celosvětově) podle The AU Review…
Pak následoval další štace v Londýně, kde Israel mohl psát a vystupovat v následujících dvou letech, byl pozván k účinkování s podobnými umělci, jako je Ben Howard, Matt Corby, Passenger, Bastille, Anais Mitchell a mnohými dalšími velkými umělci. Israelovo silné živé akustické vystoupení podpořilo nadcházející UK singlový titul, označený jako 'Laissez Fair Club,' první Israelův song na cizí půdě 'Heart Of Mine', který byl dobře přijat, získal uznání na zřejmě největším hudebním blogu v Evropě „Mohogany Blog“ a také získal airplay na BBC.
Po zdokonalení svého umu na londýnském folkovém okruhu se Israel rozhodl vrátit domů do Austrálie a nahrát další studiové album… V chatrči na malé pláži u Tichého oceánu Israel strávil tři měsíce psaním nahráváním produkcí jeho další hudební sbírky „Lost & Found“ ve kterém také hrál všechny nástroje.
LOST AND FOUND vyjde počátkem roku 2014.

## Diskografie

### Poets Corner (2006)
1. Alright
2. 2am
3. Rain Today
4. Lay Me Down
5. You & Me
6. A New Destination
7. Get Ready to Dance
8. Dying Here
9. Take Time
10. Poets Corner
11. All That Separates
12. Holding On

### Walk (2011)
1. Set Me Free
2. The Final Day
3. The Revolution Fight
4. To The Left
5. On My Way
6. Where The Story Unfolds
7. Forever This Time
8. One Fine Day
9. Let It Rain
10. Outside
11. Rise
12. Letting Go
13. Walk

### All Things Change – EP (2012)
1. All Things Change
2. Everywhere You Go, There You Are
3. Yesterday Is Gone

### Heart of Mine – Single (2012)
1. Heart of Mine
2. From the Start

### Lost And Found - (2015)
1. Lost
2. Out To Sea
3. Ageless
4. Far And Wide
5. Around Town